# نیوسدت، انتاریو
نیوسدت، انتاریو (به انگلیسی: Neustadt, Ontario) یک منطقهٔ مسکونی در کانادا است که در وست گری واقع شده‌است. نیوسدت ۵۴۵ نفر جمعیت دارد.